# Qarqar
Koordinaten: 35° 44′ 33,5″ N, 36° 19′ 50″ O
Qarqar (heute Tell Qarqur, Karkar) ist eine antike Stadt am Orontes in Syrien im Territorium von Hama. Sie war ein Zentrum der Verehrung des Wettergottes Hadad.

## Schlacht von Qarqar
Hier fand 853 v. Chr. eine Schlacht zwischen dem assyrischen König Salmanasser III. und einer Koalition von zwölf Staaten statt. Salmanassers Sieg wird auf der Kurkh-Stele beschrieben, die 1861 in der Nähe von Bismil in der östlichen Türkei gefunden wurde und sich inzwischen im British Museum befindet. Sie stand wahrscheinlich ursprünglich an einer Straße, war also eine Art öffentlicher Propaganda. Im oberen Bereich zeigt sie Salmanasser mit den Symbolen der Götter Assur, Ištar, Anu und Sin, darunter befinden sich 102 Zeilen einer Inschrift, die geringfügig beschädigt ist.
Gemäß der Stele verließ Salmanasser in seinem sechsten Regierungsjahr (853 v. Chr.) mit einer Armee von 100.000 Mann seine Hauptstadt Ninive, überquerte Tigris und Euphrat und empfing den Tribut zahlreicher Städte, darunter Aleppo. Danach wurde er von den Truppen des Königs von Hamath angegriffen, die er schlug, und plünderte zahlreiche Paläste und Städte im Reich von Hamath. Nach der Plünderung Karkaras stieß Salmanasser am Orontes auf die Streitmacht der Koalition.

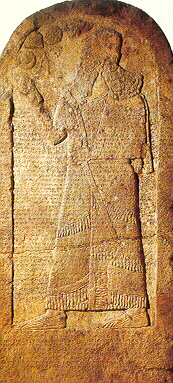
Kurkh-Stele

An der anti-assyrischen Allianz waren beteiligt:
1. König Adad-'idri (Hadad-ʿEzer) von Aram-Damaskus mit 1200 Streitwagen, 1200 Kavalleristen und 20.000 Fußsoldaten
2. König Urahilina von Hamath mit 700 Streitwagen, 700 Reitern und 10.000 Fußsoldaten
3. König Achabbu von Israel mit 2000 Streitwagen und 10.000 Fußsoldaten
4. 500 Soldaten aus Gubla
5. 1000 Soldaten aus dem Land Muzra'a (Ägypten)
6. Der König von Arqa mit 10 Streitwagen und 10.000 Soldaten
7. König Matinu-ba'li von Arwad mit 200 Soldaten
8. Der König von Usnu mit 200 Soldaten
9. König Adunu-ba'li von Siannu mit 30 Streitwagen und 10.000 Soldaten
10. Gindibu von Arabien mit 1.000 Kamelen
11. Ba'asa, Sohn aus dem Haus Rehob, König der Amana (Amanusgebirge) mit … [Lücke] 00 (x-hundert) Soldaten
12. [… nicht lesbar …]

Die Zahl der Streitwagen, die Ahab („Achabbu“) stellte, ist sehr hoch, und viele Forscher halten sie für unrealistisch. Nadav Na’aman (1976) nahm an, dass es sich um einen Schreibfehler handelt und lediglich 200 Streitwagen gemeint sind. Kelle (2002) erwog, dass es sich um die vereinigte Streitmacht des Nord- und Südreiches sowie von Moab und Edom handeln könne.
Die Stele beschreibt hier einen großen assyrischen Sieg, angeblich wurden 14.000 Mann erschlagen und zahllose Streitwagen erbeutet. Da der assyrische Vormarsch aber nach der Schlacht zum Erliegen kam und Salmanasser auch in den folgenden zwei Jahren nicht nach Westen zog, ist eher von einer Niederlage auszugehen.
In der Bibel (1. Könige  ) wird die Schlacht von Karkara erstaunlicherweise nicht erwähnt.

### 5. Feldzug des Assurnasirpal
Kurh/Kurkh in der Osttürkei ist vielleicht mit dem assyrischen Tidu identisch, wobei Henry Creswicke Rawlinson den Ort mit der assyrischen Provinzhauptstadt Tušḫan gleichsetzt. Außer der Stele Salmanassers wurde hier auch eine Stele vom 5. Feldzug des Aššur-nâṣir-apli II. gefunden. Sie wird in keiner seiner erhaltenen Inschriften erwähnt.

### Sargon II.
Gegen Ende des 8. Jahrhunderts v. Chr. schlug Sargon II. bei Qarqar eine Koalition syrischer Stämme, in deren Gefolge er das rebellische Damaskus wieder unter assyrische Herrschaft bringen konnte.

## Archäologie
Tell Qarquar wurde von 1993 bis 2009 durch die American Schools of Oriental Research (ASOR) unter Leitung von Rudolph Dornemann ausgegraben. Die eisenzeitliche Stadt weist massive Befestigungen und Stadttore auf. Darunter wurden bronzezeitliche Schichten angeschnitten.